# 高麗懸鉤子
高麗懸鉤子为蔷薇科悬钩子属。分布在日本、南韓以及中国大陆的湖南、江苏、湖北、河南、四川、江西、福建、新疆、甘肃、陕西等地，生长于海拔100米至1,700米的地区，一般生于河边、山谷、山坡灌丛或路旁，目前尚未由人工引种栽培。

## 變種
插田泡 （Rubus coreanus var. corweanus 或 Rubus coreanus Miq. var. tomentosus Card.）